# Фогарма
Фогарма (івр. תוגרמה‎ Тоґарма; вірм. Թորգոմ Торгом; груз. თარგამოს Таргамос) — біблійний післяпотопний патріарх, син Ґомера, онук Яфета, брат Ріфата й Аскеназа (Бит.10:3, 1Пар.1:6, Іез.27:14). Науковці ототожнюють Тоґарма з Кімерійцями.

## Первісне розселення
В ассирійських клинописних джерелах зустрічається назва міста Тегарама й плем'я «тилгаримму», розташоване у східній частині Малої Азії, у долині верхнього плину річки Євфрат (івр. בית תוגרמה‎, Бет Тогарма в Іез. 27,14 і 38,6). У єврейській літературі пізнього середньовіччя назва Тогарма вживалося для позначення сьогоднішньої території Туреччини.
На думку сучасних учених, цим іменем назване невелике вірменське царство на території майбутньої Малої Вірменії, яке в греків були відомо як «Мелитена» (грецьк. Μελιτήνη) (за столицею).
Леонтій Мровелі й Давид Багратіоні, відзначають що «фогармійці», покинувши Вавилон, розселилися між горами Масіс і Арарат.

## Нащадки Фогарми

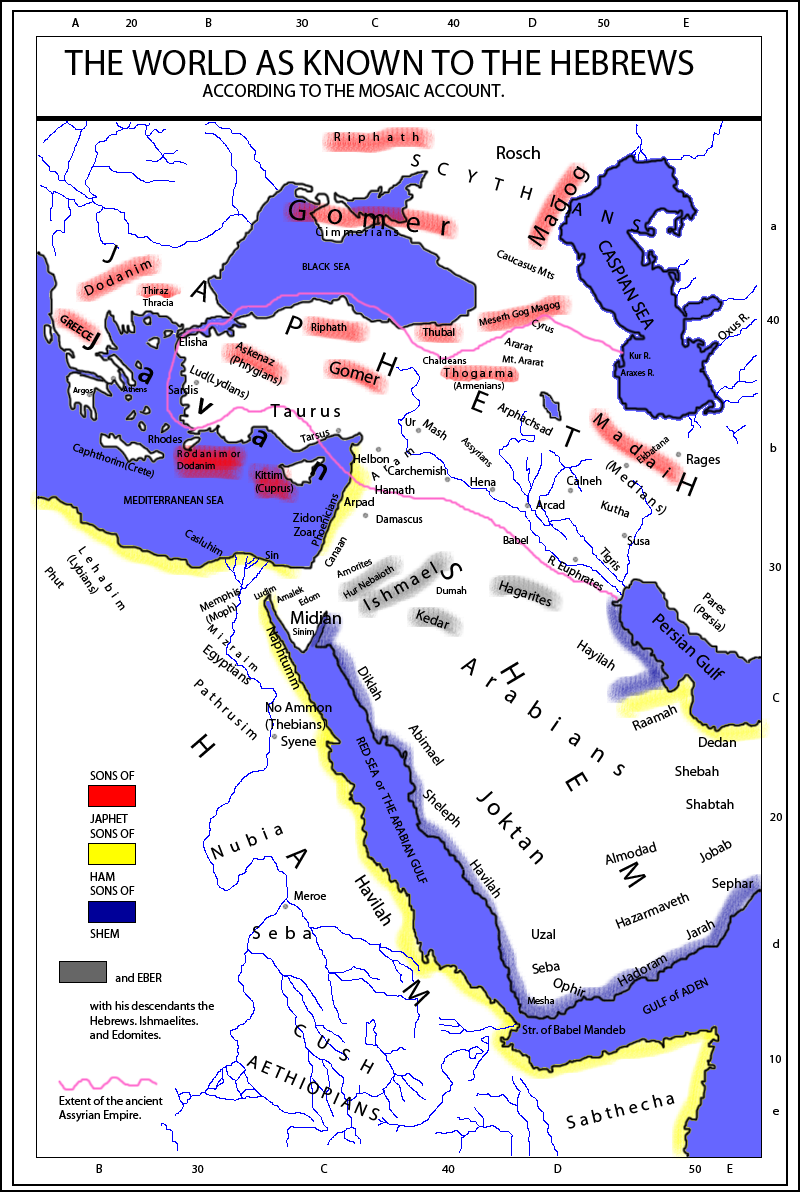
Стародавні біблійні народи

Вірмени й грузини вважали себе нащадками Тогарми, при цьому відзначали, що споконвічно їх іменували «народом Аскеназовим» (по імені «старшого брата» Фогарми), і назва «Дім Тогарми» стало вживатися лише пізніше. Згідно із грузинським істориком Леонтієм Мровелі у Фогарми було 8 нащадків (синів):
- Гайк (вірм. Հայկ) — родоначальник вірменів, перший міфічний вірменський цар, від нього й від його сина, Арменака, вірменські історики пояснюють назву Вірменії;

- Картлос (груз. ქართლოს) — епонім грузин (картлійців), легендарний засновник Картлі;
- Бардо — легендарний засновник міста Партав, одного з найбільших міст Кавказької Албанії;
- Мовакан — епонім албанського племені мовакан, засновник міста Мовакнеті;
- Лекос — епонім леків, часто так іменували все населення Дагестану в цілому;
- Геро — епонім ерів, одного з албанських племен;
- Кавкас — епонім народів Північного Кавказу, до нащадків якого себе відносять інгуші й чеченці;
- Егро (груз. ეგროსი) — епонім егрів, що населяли територію від Колхіди до Дону. Легендарний засновник Егрісі (Лазікі).

Вірменські й грузинські джерела відзначають також, що на момент розселення восьми перерахованих вище «братів-героїв» уся територія Предкавказзя й далі на північ була ще безлюдна. Згідно з Леонтієм Мровелі всі вісім цих братів були поневолені царем-хамітом Небротом (Німродом) і зібрав старший брат Гайк «синів торгомових» і сказав їм: 
| Господь всевишній наділив нас міццю й достатком племен. Відтепер допомогою творця перестанемо бути чиїмись рабами й не будемо служити нікому, як тільки творцеві. |
Таргамосіани перестали платити данину цареві Вавилонському й стали готуватися до протистояння призвавши також у допомогу деякі інші «племена західні». Війська укріпились у районі Масіса. Далі історик описує дві битви, у ході першої з яких полчище торгосіамів розбиває передовий загін небротидів на чолі з 60-ю вождями, а в ході другої битви Гайк простромлює стрілою Неброта, тим самим закріплюючи перемогу.
Після завоювання незалежності Гайк став на чолі роду фогармійців, і так тривало за словами грузинських істориків до приходу хозарів, при цьому джерела умовчують чи були хозари з роду Фогарми чи ні. Вказується на об'єднання всього Дому Фогарми, для захисту від хозарського завоювання. Натиск загарбника не вдається втримати й хозари заповнюють східну й центральну частину Північного Кавказу.

## Альтернативні ідентифікації
Деякі сучасні дослідники звертають увагу на те, що Таргамос, що виступає як родоначальник кавказьких народів, має деякі перетинання з легендарним первопредком скіфів Таргітаєм. Із цього приводу Л. Єльницький дає два можливі пояснення:
- «розповідь закавказьких пам'ятників про Таргамос, онука Іафета й родоначальника горянських етносів, є відгомоном легенди про родоначальника скіфів Таргітая»;
- наявність серед дітей Таргамоса леків і кавкасіан, порівнянних «з доскіфськими легами й кавконами, дозволяє висловити припущення про доскіфське походження й самої легенди про Таргітая»

Згідно з відповіддю хазарського кагана Йосипа (10 ст.) кордовському єврею Хасдаю, хозари походять з роду Тоґарми, сина Яфетова. Йосипон наводить перелік 10 синів Тоґарми: 
- ˀwngr (אוגר) Уйюр (Уйгури? або Оногури ),
- Ṭwrq (טורק) Таврік (Таврида: таври й згодом Тиверці),
- Увар (Авари),
- Bwz (בוז) Уауз (Огузи?),
- Pyṣynq (פיצינק) Пизал (Печеніги?)
- Kwzar (כוזר) Казар (Хозари),
- ˀln (אלן) Янур (Алани?)
- Bwlgr (בולגר) Булгар (Булгари)
- Савір (Савіри?)
- Ṭalmīs  (Тарняч, які втекли до аварів від турків; або * Boru-Tolmaç, згадане візантійським імператором Костянтином VII).

Поволжські татари мають ще булгарську легенду, що вони походять від Кімара (кімерійці) і що вони одного роду з Хазарами.
Всі ці народи можна пов'язати з фіно-угорськими народами і віднести їх до уральської мовної сім'ї й тюркської мовної групи. Народи, що здавна населяли східну Європу — від Балтійського моря і Скандинавії до Зауралля, басейн Волги і Урала. Ще раніше фіно-угри займали територію до Кавказу і Чорного моря, про що свідчать мовні елементи в кавказьких горців. Можна не проводити такий зв'язок. Він доволі умовний і свідчить лише про:
1. Недостатність інформації стосовно кімерійської культури того часу.
2. Повагу до кімерійської культури з боку інших народів, які бажають мати з нею щось спільне.
Також важливий факт: Валлійці (кельтський народ Вельса на Британських островах) називають своїм пращуром Тоґарму, сина Ґомера, онука Яфета. І це при тому, що самоназва валлійців є «кимри», що подібне до назви кімерійців зі східної Європи.